# El solitari (La Dimensió Desconeguda)
"El solitari" (original en anglès, "The Lonely") és el setè episodi de la sèrie de televisió d’antologia La Dimensió Desconeguda. Es va emetre originalment el 13 de novembre de 1959 a la cadena CBS. Ha estat doblat al català i es va emetre a TV3.

## Narració d'obertura
| « | Testimoni si voleu, un calabós, fet de muntanyes, salines i sorra que s'estenen fins a l'infinit. El calabós té un presoner: James A. Corry. I aquesta és la seva residència: una barraca metàl·lica. Un cotxe turisme vell que s'agafa al sol i no va enlloc, perquè no hi ha on anar. Perquè consti, que sàpiga que James A. Corry és un delinqüent convicte condemnat a confinament solitari. En aquest cas, el confinament s'estén fins on es pot veure, perquè aquest calabós en particular es troba en un asteroide a nou milions de milles de la Terra. Ara assistiu, si voleu, a la ment i el cos d'un home que s'enfonsen al sol, un home que mor de solitud. | » |

## Argument
El 2046, un reclus anomenat Corry, condemnat per assassinat, és condemnat a cinquanta anys d'aïllament en un llunyà asteroide. El quinze dia del sisè mes del quart any d'empresonament, rep la visita de la nau espacial (volada per un capità Allenby) que li porta subministraments i notícies de la Terra quatre vegades l'any. Mentre que Corry espera que potser ell i Allenby tindran temps per jugar a cartes o escacs, el capità informa al reclus que el vaixell i la tripulació només poden romandre quinze minuts aquesta vegada; l'òrbita de l'asteroide és tal que, d'altra manera, quedarien encallats catorze dies almenys, esperant condicions orbitals favorables per la sortida. A la tripulació d'Allenby li molesta estar lluny de la Terra a causa de persones com Corry.
Allenby ha intentat que l'estada d'en Corry sigui humanament tolerable aportant-li coses per treure la ment de la solitud, com els components per construir un cotxe vell. Creu que l'assassinat de Corry va ser en defensa pròpia i simpatitza amb ell. En aquest viatge en particular, la tripulació de transport es complau a donar notícies que l'indult de Corry va ser rebutjat i que els casos d'assassinat ni tan sols s'estan revisant. Això fa que en Corry senti que no hi ha manera d'alleugerar els anys i la solitud. Abans de marxar, Allenby ordena als seus homes que agafin una gran caixa que el capità indica a Corry que no obri fins que la nau de transport no es vegi; no tenen ni idea de què hi ha dins de la caixa.
En obrir aquest contenidor especial, en Corry descobreix que Allenby l'ha deixat amb una ginoïde anomenada Alicia per fer-li companyia. L'Alícia és capaç d'emocions i de memòria i té una vida útil comparable a una humana. Al principi, Corry l'odia, rebutjant-la com a mera màquina; pell sintètica i cables només capaços de burlar-se d'ell. Tanmateix, quan en Corry fa mal a l'Alicia i veu que de fet és capaç de plorar, s'adona que té sentiments. Durant els propers onze mesos, Corry comença a enamorar-se d'ella. L'Alicia desenvolupa una personalitat que reflecteix la de Corry, i els dies es tornen suportables.
Quan el vaixell torna, el capità Allenby porta notícies que els casos d'assassinat han estat revisats i Corry ha estat perdonat. Pot tornar a casa a la terra immediatament, però només tenen vint minuts abans de marxar; la tripulació ha estat esquivant els meteors i gairebé no té combustible. Corry s'assabenta que, com que hi ha set passatgers més d'altres asteroides a la nau, només hi ha lloc per a ell i quinze lliures d'equipatge. Inicialment no li preocupa, ja que no té quinze lliures de possessions que li importin; llavors s'adona que Allenby no considera l'Alicia humana. El límit de quinze lliures és massa petit per acomodar-la. Ell intenta frenèticament trobar alguna manera d'endur-se l'Alicia amb ell, argumentant que ella no és un robot, sinó una dona, i insistint que Allenby simplement no coneix l'Alicia com ell. En aquell moment, just quan la tripulació de transport es sorprèn al veure l'Alicia, el capità de sobte treu la seva pistola i li dispara a la cara. El robot es trenca, funciona malament, la seva cara és una massa de cables i circuits trencats que repeteixen el nom "Corry". Aleshores Allenby porta a Corry de nou al vaixell, assegurant-li que només deixarà enrere la solitud. "Ho he de recordar", diu Corry sense to. "He de recordar tenir-ho en compte".

## Narració de cloenda
| « | En un tros microscòpic de sorra que flota per l'espai hi ha un fragment de la vida d'un home. S'ha deixat oxidar el lloc on va viure i les màquines que va utilitzar. Sense ús, es desintegraran del vent i de la sorra i dels anys que hi actuen. Totes les màquines del Sr. Corry, inclosa la feta a la seva imatge, es van mantenir vives per amor, però ara obsoletes, a La Dimensió Desconeguda. | » |

## Vista prèvia per a la història de la setmana vinent
| « | La setmana que ve, un actor distingit ens prestarà el seu talent com el Sr. Burgess Meredith protagonitza "Temps per a ell, a la fi", la història d'un home que busca la salvació entre les runes d'un món en ruïnes. Esperem que compartiu aquesta experiència tan estranya amb nosaltres. Gràcies i bona nit. | » |

## Repartiment
- Jack Warden com a Corry
- John Dehner com a Allenby
- Jean Marsh com a Alicia
- Ted Knight com a Adams
- James Turley com a Carstairs

## Altres mitjans
Una adaptació d'àudio de "El solitari", amb Mike Starr com a Corry, va ser produït per a la ràdio a mitjans dels anys 2000; va ser llançat en CD per CBS Consumer Products el 2007 com a part de The Twilight Zone Radio Dramas Vol. 4.
El 2007, "El solitari" va ser produït per a l'escenari per 4 Letter Entertainment.

## Informació de producció
"El solitari" va ser el primer episodi regular a entrar en producció després de l'èxit de l'episodi pilot, "On és la gent?" en vendre la sèrie.
Va ser el primer de diversos episodis (inclosos "I Shot an Arrow into the Air", "A Hundred Yards Over the Rim" i "The Rip Van Winkle Caper") a ser filmat a la Vall de la Mort. Sense estar preparat per a les terribles condicions que s'enfrontarien, la tripulació va patir una deshidratació extrema i un esgotament per calor i el director de fotografia George T. Clemens fins i tot es va esfondrar, caient d'una grua de càmera mentre continuava la filmació. Per raons desconegudes, Ted Knight no apareix als crèdits de l'episodi.